# Critics’ Choice Movie Award/Bester Film
Seit 1996 wird bei den BFCA der beste Film des vergangenen Filmjahres geehrt.

## Preisträger
| Jahr        | Preisträger                               | Deutscher Verleihtitel                      | Regie                         |
| ----------- | ----------------------------------------- | ------------------------------------------- | ----------------------------- |
| 1996        | Sense & Sensibility                       | Sinn und Sinnlichkeit                       | Ang Lee                       |
| 1997        | Fargo                                     | Fargo                                       | Ethan und Joel Coen           |
| 1998        | L.A. Confidential                         | L.A. Confidential                           | Curtis Hanson                 |
| 1999        | Saving Private Ryan                       | Der Soldat James Ryan                       | Steven Spielberg              |
| 2000        | American Beauty                           | American Beauty                             | Sam Mendes                    |
| 2001        | Gladiator                                 | Gladiator                                   | Ridley Scott                  |
| 2002        | A Beautiful Mind                          | A Beautiful Mind – Genie und Wahnsinn       | Ron Howard                    |
| 2003        | Chicago                                   | Chicago                                     | Rob Marshall                  |
| 2004        | Lord of the Rings: The Return of the King | Der Herr der Ringe: Die Rückkehr des Königs | Peter Jackson                 |
| 2005        | Sideways                                  | Sideways                                    | Alexander Payne               |
| 2006        | Brokeback Mountain                        | Brokeback Mountain                          | Ang Lee                       |
| 2007        | The Departed                              | Departed – Unter Feinden                    | Martin Scorsese               |
| 2008        | No Country for Old Men                    | No Country for Old Men                      | Ethan und Joel Coen           |
| 2009        | Slumdog Millionaire                       | Slumdog Millionär                           | Danny Boyle                   |
| 2010        | The Hurt Locker                           | Tödliches Kommando – The Hurt Locker        | Kathryn Bigelow               |
| 2011        | The Social Network                        | The Social Network                          | David Fincher                 |
| 2012        | The Artist                                | The Artist                                  | Michel Hazanavicius           |
| 2013        | Argo                                      | Argo                                        | Ben Affleck                   |
| 2014        | 12 Years a Slave                          | 12 Years a Slave                            | Steve McQueen                 |
| 2015        | Boyhood                                   | Boyhood                                     | Richard Linklater             |
| 2016 (Jan.) | Spotlight                                 | Spotlight                                   | Tom McCarthy                  |
| 2016 (Dez.) | La La Land                                | La La Land                                  | Damien Chazelle               |
| 2018        | The Shape of Water                        | Shape of Water – Das Flüstern des Wassers   | Guillermo del Toro            |
| 2019        | Roma                                      | Roma                                        | Alfonso Cuarón                |
| 2020        | Once Upon a Time in Hollywood             | Once Upon a Time in Hollywood               | Quentin Tarantino             |
| 2021        | Nomadland                                 | Nomadland                                   | Chloe Zhao                    |
| 2022        | The Power of the Dog                      | The Power of the Dog                        | Jane Campion                  |
| 2023        | Everything Everywhere All at Once         | Everything Everywhere All at Once           | Daniel Kwan, Daniel Scheinert |
| 2024        | Oppenheimer                               | Oppenheimer                                 | Christopher Nolan             |
| 2025        | Anora                                     | Anora                                       | Sean Baker                    |